# رون أرمسترونغ
رون أرمسترونغ (بالإنجليزية: Ron Armstrong)‏ (1950 بإنجلترا في المملكة المتحدة - ) هو لاعب كرة قدم نيوزلندي في مركز الظهير. شارك مع منتخب نيوزيلندا لكرة القدم. أما مع النوادي، فقد لعب مع أستون فيلا ونادي يونيفرستي ماونت ولينغتون وNorth Shore United AFC ‏ وEastern Suburbs AFC ‏.

## وصلات خارجية
- رون أرمسترونغ على موقع الاتحاد الدولي (مؤرشف)  (الإنجليزية)
- رون أرمسترونغ على موقع قاعدة بيانات كرة القدم.إي يو (الإنجليزية)